# Pulsatrix koeniswaldiana
El lechuzón acollarado chico (Pulsatrix koeniswaldiana), también denominado lechuzón mocho chico (Argentina, Paraguay), lechuzón de anteojos menor, lechuzón chico de collar o urucureá chico (Argentina), es una especie de ave estrigiforme perteneciente al género Pulsatrix integrado en la familia Strigidae. Es nativo del centro sudeste de Sudamérica.

## Descripción
Mide entre 40 y 42 cm. Exhibe “anteojos” canela anteados, ojos pardos; partes ventrales ante-canela con escamado herrumbroso variable; cola gris negruzca con dos finas barras blanquecinas, constrastantes. La cabeza y partes superiores son mayormente pardo oscuro, contrastando marcadamente con la amplia marca facial blanco amarillenta. Los juveniles son mayormente blancuzco-amarillentos (dependiendo de la edad) con la cara negra y los ojos oscuros.

## Distribución yhábitat
Se distribuye por el este del Paraguay, extremo noreste de Argentina (Misiones), y sureste y sur de Brasil (desde Espírito Santo al sur hasta Santa Catarina). Registros también al sur de Bahía y centro de Río Grande do Sul. Desde el nivel del mar hasta los 1500 m s. n. m.

Habita en selvas tropicales y subtropicales húmedas, bosques de Araucaria, bordes y claros de la selva. En la mata Atlántica, matas mesófilas, especialmente en regiones serranas.

## Comportamiento
Usualmente encontrada en parejas y de hábitos esencialmente nocturnos, aunque puede ser activa en las tardecitas. Puede ser sintópica en algunos locales con el lechuzón de anteojos (Pulsatrix perspicillata), con quien se asemeja bastante.

### Alimentación
Se alimenta de pájaros y grandes insectos, también de pequeños mamíferos, a quienes sorprende en su reposo nocturno.

### Reproducción
Ocupa huecos de árboles para nidificar, donde coloca hasta dos huevos. El macho se encarga de traer alimento, tanto para la hembra como para las crías. Las crías permanecen en el nido por cerca de cinco semanas, cuando comienzan a frecuentar perchas próximas. La época de la reproducción ocurre con la llegada de la primavera y del verano, cuando las temperaturas son más amenas y la comida más abundante.

### Vocalización
Emite un llamado bajo, descendiente, que se acelera hacia el final. Frecuentemente en dúo.

## Sistemática

### Descripción original
La especie P. koeniswaldiana fue descrita por primera vez por los naturalistas suizos radicados en Paraguay Moisés Santiago Bertoni y Arnoldo de Winkelried Bertoni en 1901 bajo el nombre científico Syrnium koeniswaldianum; localidad tipo «probablemente cerca de Puerto Bertoni en el Alto Paraná, Paraguay».

### Taxonomía
Posiblemente forma una superespecie con Pulsatrix melanota con quien es a veces tratada como conespecífica, pero difieren en morfología y vocalización. Es monotípica.